# Lasek (Luboń)
Lasek (niem. Lassek, 1939–1945 Langenwalde) – południowa część Lubonia, która na znacznym obszarze do dziś zachowała swój rolniczy charakter – w krajobrazie przeważają tu pola uprawne. Jedna z trzech (obok Żabikowa i Starego Lubonia) dzielnic miasta, nieposiadająca odrębności administracyjnej, która podobnie jak dwie pozostałe przywoływana jest jedynie do celów statystycznych, a także żyje w świadomości mieszkańców Lubonia.
Dawna wieś olęderska, którą w 1756 roku na polach majętności wirowskiej założył Augustyn Działyński wraz z żoną. W latach 1314–1793, 1919–1939 i 1946–1954 wieś administracyjnie należała do województwa poznańskiego, kolejno: I Rzeczypospolitej, II Rzeczypospolitej oraz Polskiej Rzeczypospolitej Ludowej. 13 listopada 1954 roku, decyzją Prezesa Rady Ministrów o nadaniu wybranym gromadom praw miejskich,[1] Lasek (obok Lubonia i Żabikowa z gromady Luboń) wszedł w skład nowo powstałego miasta Luboń.

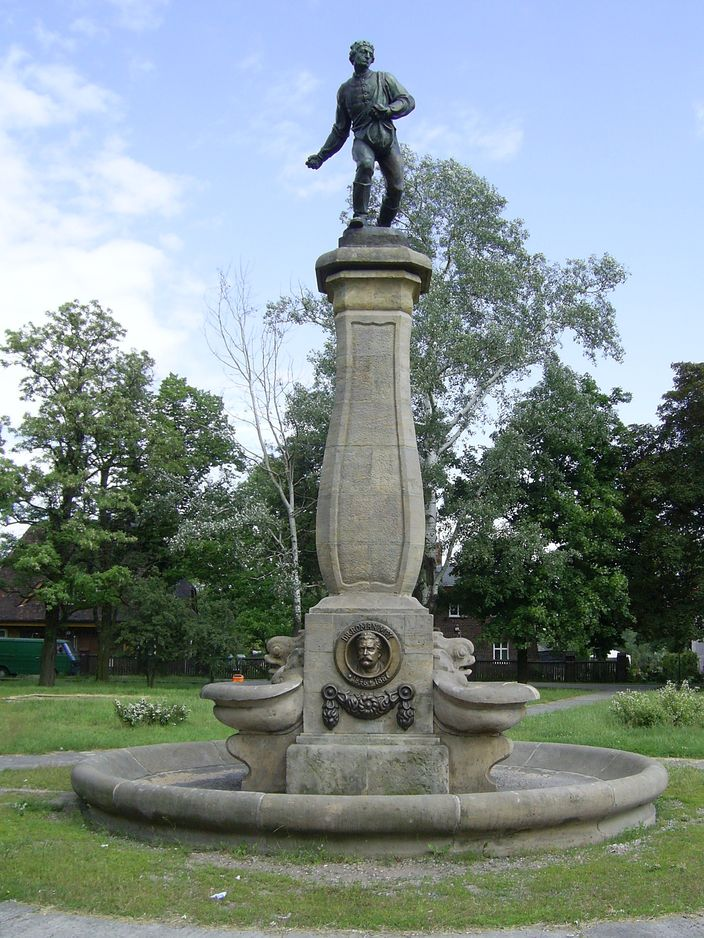
Pomnik Siewcy

## Obiekty
- Zakłady Chemiczne Luboń
- pomnik Siewcy
- kościół św. Maksymiliana Marii Kolbe
- Ośrodek Kultury
- cmentarz komunalny
- Szkoła podstawowa nr 4 im. prof. Adama Wodziczki (z orlikiem)
- hotel Lech